# باول غريفيثز (كاتب)
باول غريفيثز (بالإنجليزية: Paul Griffiths)‏‏ (24 نوفمبر 1947 - ) كاتب، وواضع كلمات الأوبرا، وروائي، وناقد موسيقي، وملحن من المملكة المتحدة.

## الجوائز
- نيشان الامبراطورية البريطانية من رتبة ضابط
- زميل الأكاديمية الأمريكية للفنون والعلوم